# 浑水研究
浑水研究（Muddy Waters Research）是一家業務涉及盡職調查的私人投资公司，由卡森·卜洛克创建，主要针对中概股发布质疑调查报告。
其由于在2010年代成功猎杀数家中国大陆公司，而在资本市场名声大噪。

## 历史
浑水研究最出名的是發現在加拿大上市的中国大陆公司汉青林木控股有限公司存在欺诈行为，汉青林木控股有限公司股价最終在2012年3月申请破产保护之前下跌了74％。
2016年8月，浑水公司发布了一份报告，声称由圣裘德医疗公司生产的心脏起搏器和其他植入式医疗设备极易受到黑客攻击。
2020年2月，浑水公司发布了一份長達89頁的做空報告，瑞幸咖啡是一種欺詐行為：「每家商店每天的商品數量在2019年第三季度至少誇大了69％，在2019年第四季度誇大了88％，並有11,260小時的門店流量影片為證」。
2020年5月，浑水公司宣布做空跟谁学，指根據一名跟誰學的前經理及數據，跟誰學至少有7成甚至8成的用戶是虛假用戶。

## 外部連結
- 官方网站 （页面存档备份，存于）